# Bara, Trebišov
Bara este o comună slovacă, aflată în districtul Trebišov din regiunea Košice. Localitatea se află la altitudinea de 152 m deasupra n.m., se întinde pe o suprafață de 6,252 km2 și în 2017 număra 287 de locuitori.

## Istoric
Localitatea Bara este atestată documentar din 1296.

## Demografie
| An:                | 1994 | 2004   | 2014    | 2024    |
| ------------------ | ---- | ------ | ------- | ------- |
| Număr de persoane: | 348  | 349    | 301     | 267     |
| Diferență:         |      | +0,28% | −13,75% | −11,29% |

| An:                | 2023 | 2024   |
| ------------------ | ---- | ------ |
| Număr de persoane: | 271  | 267    |
| Diferență:         |      | −1,47% |